# Bankcentral
Der er tre store bankcentraler i Danmark: BEC, Netcompany Banking Services og Bankdata. Disse leverer IT-systemer til stort set alle danske banker og sparekasser med undtagelse af Danske Bank og Nordea.
I listen nedenfor vises hvilke danske banker som bruger respektive bankcentral. Listen tager udgangspunkt i "Kreditinstitutterne fordelt på grupper 2025" fra Finanstilsynet, uden realkreditinstitutter, kompletteret med Nationalbanken, og uden filialer af udenlandske banker (herunder Nordea). Banker der er fusioneret i 2025 er fraregnet.

## Bankcentral per Bank
| Gruppe                                                 | Bank                               | Bankcentral                 |
| ------------------------------------------------------ | ---------------------------------- | --------------------------- |
| Nationalbanken                                         | Nationalbanken                     | BEC                         |
| Gruppe 1 - SIFI-banker                                 | Danske Bank A/S                    | Ingen                       |
| Gruppe 1 - SIFI-banker                                 | Jyske Bank A/S                     | Bankdata                    |
| Gruppe 1 - SIFI-banker                                 | Nykredit Bank A/S                  | BEC                         |
| Gruppe 1 - SIFI-banker                                 | Sydbank A/S                        | Bankdata                    |
| Gruppe 1 - SIFI-banker                                 | Spar Nord Bank A/S                 | BEC                         |
| Gruppe 1 - SIFI-banker                                 | A/S Arbejdernes Landsbank          | BEC                         |
| Gruppe 1 - SIFI-banker                                 | Saxo Bank A/S                      |                             |
| Gruppe 1 - SIFI-banker                                 | Vestjysk Bank A/S                  | BEC                         |
| Gruppe 1 - SIFI-banker                                 | Coop Bank A/S                      | BEC                         |
| Gruppe 2 Arbejdskapital over 15 mia. kr.               | Ringkjøbing Landbobank A/S         | Bankdata                    |
| Gruppe 2 Arbejdskapital over 15 mia. kr.               | Sparekassen Danmark                | Netcompany Banking Services |
| Gruppe 2 Arbejdskapital over 15 mia. kr.               | Sparekassen Kronjylland            | Netcompany Banking Services |
| Gruppe 2 Arbejdskapital over 15 mia. kr.               | Lån & Spar Bank A/S                | Netcompany Banking Services |
| Gruppe 2 Arbejdskapital over 15 mia. kr.               | SJF Bank A/S                       | Bankdata                    |
| Gruppe 2 Arbejdskapital over 15 mia. kr.               | Middelfart Sparekasse              | Netcompany Banking Services |
| Gruppe 2 Arbejdskapital over 15 mia. kr.               | Danske Andelskassers Bank A/S      | BEC                         |
| Gruppe 3 Arb. kapital over 1 mia. kr.                  | Djurslands Bank A/S                | Bankdata                    |
| Gruppe 3 Arb. kapital over 1 mia. kr.                  | Sparekassen Thy                    | Netcompany Banking Services |
| Gruppe 3 Arb. kapital over 1 mia. kr.                  | Sydjysk Sparekasse                 | Netcompany Banking Services |
| Gruppe 3 Arb. kapital over 1 mia. kr.                  | Skjern Bank A/S                    | Bankdata                    |
| Gruppe 3 Arb. kapital over 1 mia. kr.                  | Lunar Bank A/S                     | BEC                         |
| Gruppe 3 Arb. kapital over 1 mia. kr.                  | Lægernes Bank A/S                  | BEC                         |
| Gruppe 3 Arb. kapital over 1 mia. kr.                  | Fynske Bank A/S                    | BEC                         |
| Gruppe 3 Arb. kapital over 1 mia. kr.                  | Ekspres Bank A/S                   |                             |
| Gruppe 3 Arb. kapital over 1 mia. kr.                  | Kreditbanken A/S                   | Bankdata                    |
| Gruppe 3 Arb. kapital over 1 mia. kr.                  | Lollands Bank A/S                  | BEC                         |
| Gruppe 3 Arb. kapital over 1 mia. kr.                  | Nordfyns Bank A/S                  | Bankdata                    |
| Gruppe 3 Arb. kapital over 1 mia. kr.                  | Merkur Andelskasse                 | BEC                         |
| Gruppe 3 Arb. kapital over 1 mia. kr.                  | Møns Bank A/S                      | BEC                         |
| Gruppe 3 Arb. kapital over 1 mia. kr.                  | Sparekassen Bredebro               | Netcompany Banking Services |
| Gruppe 3 Arb. kapital over 1 mia. kr.                  | Sparekassen for Nr. Nebel og Omegn | Netcompany Banking Services |
| Gruppe 3 Arb. kapital over 1 mia. kr.                  | Dragsholm Sparekasse               | Netcompany Banking Services |
| Gruppe 3 Arb. kapital over 1 mia. kr.                  | Hvidbjerg Bank A/S                 | BEC                         |
| Gruppe 3 Arb. kapital over 1 mia. kr.                  | Facit Bank A/S                     | Netcompany Banking Services |
| Gruppe 3 Arb. kapital over 1 mia. kr.                  | kompasbank a/s                     |                             |
| Gruppe 3 Arb. kapital over 1 mia. kr.                  | Rise Sparekasse                    | Netcompany Banking Services |
| Gruppe 3 Arb. kapital over 1 mia. kr.                  | Frørup Andelskasse                 | BEC                         |
| Gruppe 3 Arb. kapital over 1 mia. kr.                  | Balling Sparekasse                 | Netcompany Banking Services |
| Gruppe 3 Arb. kapital over 1 mia. kr.                  | Frøslev-Mollerup Sparekasse        | BEC                         |
| Gruppe 3 Arb. kapital over 1 mia. kr.                  | Rønde Sparekasse                   | Netcompany Banking Services |
| Gruppe 4 Arb. kapital under 1 mia. kr.                 | Maj Bank A/S                       | BEC                         |
| Gruppe 4 Arb. kapital under 1 mia. kr.                 | Sønderhå-Hørsted Sparekasse        | Netcompany Banking Services |
| Gruppe 4 Arb. kapital under 1 mia. kr.                 | Andelskassen Fælleskassen          | BEC                         |
| Gruppe 4 Arb. kapital under 1 mia. kr.                 | Faster Andelskasse                 | BEC                         |
| Gruppe 4 Arb. kapital under 1 mia. kr.                 | Borbjerg Sparekasse                | Netcompany Banking Services |
| Gruppe 4 Arb. kapital under 1 mia. kr.                 | Klim Sparekasse                    | Netcompany Banking Services |
| Gruppe 4 Arb. kapital under 1 mia. kr.                 | Stadil Sparekasse                  | Netcompany Banking Services |
| Gruppe 5 Filialer af udenlandske institutter i Danmark | Ikke medtaget                      |                             |
| Gruppe 6 Færøerne og Grønland                          | Føroya Banki                       | Netcompany Banking Services |
| Gruppe 6 Færøerne og Grønland                          | P/F Betri Banki                    | Netcompany Banking Services |
| Gruppe 6 Færøerne og Grønland                          | Grønlandsbanken, Aktieselskab      | BEC                         |
| Gruppe 6 Færøerne og Grønland                          | Nordoya Sparikassi                 | Netcompany Banking Services |
| Gruppe 6 Færøerne og Grønland                          | Suduroyar Sparikassi P/F           | Netcompany Banking Services |